# Eburodacrys rhabdota
Eburodacrys rhabdota är en skalbaggsart som beskrevs av Martins 1967. Eburodacrys rhabdota ingår i släktet Eburodacrys och familjen långhorningar. Inga underarter finns listade i Catalogue of Life.